# Euphorbia thompsonii
Euphorbia thompsonii är en törelväxtart som beskrevs av Jens Holmboe. Euphorbia thompsonii ingår i släktet törlar, och familjen törelväxter. Inga underarter finns listade i Catalogue of Life.